# 2017年香港特別行政區行政長官選舉
2017年香港特別行政區行政長官選舉為選出香港特別行政區第5屆行政長官的選舉，於2017年3月26日舉行，由1,194名委員組成的選舉委員會選出行政長官。
時任行政長官梁振英於2016年12月9日宣布不參加本次選舉，成為首位不尋求連任的特首，此前的特首董建華和曾蔭權都成功連任。
2017年3月26日，香港特別行政區第5屆行政長官選舉在香港會議展覽中心舉行，前政務司司長林鄭月娥以777票當選，擊敗365票的曾俊華及21票的胡國興，成為香港歷史上首位女性政府領導人。然而林鄭卻也是五屆特首選舉以來首位當選時民望淨值為負的特首。

## 背景
梁振英上任行政長官後，國教風波、自由行等引起的陆港矛盾令香港社會充斥怨氣。2014年8月31日，全國人大常委會就香港政改制定831方案，導致雨傘革命及長達79日的佔領運動。2015年6月18日政改方案終於在只有37人參與表決的情況下，以8人贊成、28人反對、33人無投票的情況下被大比數否決。在同年11月22日舉行的區議會選舉，建制派雖仍主導18區區議會，但議席減少；泛民主派的議席輕微增加，加上部分被指是「傘兵」的本土派人士當選，香港的政治版圖出現變化。其後發生銅鑼灣書店股東及員工失蹤事件，令部分香港人對中央政府及一國兩制失去信心。
經歷2014年雨傘革命、2015年多次抗議水貨客行動，2016年的農曆新年旺角騷亂及立法會新界東補選，令非泛民主派或建制派的本土自決派（現稱「抗爭派」）成為香港政治光譜中的第三勢力，使香港政治局勢分佈出現重大變化。2016年香港立法會選舉，政府要求香港選舉管理委員會額外加簽一份新增的聲明確認書，及其後數名主張香港獨立的參選人失去被選舉權，引發一連串政治風波。最終非建制派維持在議會的否決權，並增加議席至30席。
2016年10月12日香港立法會宣誓風波，多名泛民主派及本土自決派議員在誓詞前後增加內容，其中青年新政梁頌恆及游蕙禎在誓詞前後加入被指涉及港獨的字眼，姚松炎因宣誓的誓詞中加入字句被判誓詞無效（10月19日成功重新宣誓、暫保議席）（之後轉戰地區直選、最終敗選），而劉小麗則慢速完成宣讀誓詞，被判誓詞無效。
10月18日，行政長官梁振英及律政司司長袁國強突然入稟香港高等法院，要求推翻立法會主席梁君彥裁決，禁止青年新政梁頌恆及游蕙禎明天再次宣誓，並申請臨時禁制令。高院在晚上9時緊急開庭處理。梁君彥表示，已經向律師提出反對。法官最後批出司法覆核許可，但拒絕批准臨時禁制令。在11月15日，高等法院區慶祥法官裁決裁定政府勝訴，梁頌恒和游蕙禎宣誓無效，議員資格被取消，同時頒禁制令，禁止二人以議員身份行事。秘書處在研究判詞後將會作出跟進工作，包括追討梁頌恆及游蕙禎薪津問題，在21日內刊憲，宣佈議席懸空。
12月2日，行政長官梁振英及律政司司長袁國強再入稟香港高等法院，申請司法覆核，指包括劉小麗、梁國雄、羅冠聰及姚松炎在內的4名立法會議員宣誓無效，議席懸空，而立法會主席梁君彥接受他們宣誓或容許他們再次宣誓的決定越權，要求撤銷主席決定。民主派議員抗議政府濫用司法程序，指政府圖奪去他們在立法會的否決权，企圖推翻選舉結果。
12月9日，梁振英宣布以家庭理由放棄競逐連任行政長官。而兩日後舉行的選舉委員會界別分組選舉，民主派大幅增加選舉委員會席次至327席。

## 選舉辦法
2007年12月全國人民代表大會常務委員會決定2017年香港特別行政區行政長官選舉實行普選產生。根據《香港特別行政區基本法》第45條，普選行政長官的候選人是「由一個有廣泛代表性的提名委員會按民主程序提名」，提名委員會由1,200人組成，當中不少是工商界人士、全國政協、以至專業人士，惟社會普遍質疑欠缺「廣泛代表性」，未能充份反映民意。
2014年8月31日全國人民代表大會常務委員會決定以提名委員會作為提名機構，參選人需得到過半數提名委員支持才可正式成為行政長官選舉候選人，並限制候選人數目為2-3名。此舉觸發了為時79日的「雨傘運動」。
由於2017年行政長官選舉辦法修改的決議案在2015年6月18日香港立法會以8票贊成，28票反對下被否決，選舉仍會繼續以選舉委員會1,200名選舉委員（實有1,194位選舉委員）產生行政長官。
提名期由2017年2月14日開始，至3月1日結束。每名候選人的提名須由不少於一百五十名選舉委員簽署。
是次選舉將於2017年3月26日舉行，投票與點票皆於灣仔會議展覽中心進行，1194名選委將選出行政長官，候選人須最少獲得601票才能當選。若在上午9時至11時之首輪投票中未有人獲得超過601票，則獲最高票之兩人進入下午2時至3時之次輪選舉。若次輪選舉都沒有人獲得超過601票，即「流選」，在2017年5月7日重新舉行選舉。
| 2017年香港特別行政區選舉委員會 | 2017年香港特別行政區選舉委員會 | 2017年香港特別行政區選舉委員會                                                                          | 2017年香港特別行政區選舉委員會 | 2017年香港特別行政區選舉委員會 | 2017年香港特別行政區選舉委員會 | 2017年香港特別行政區選舉委員會                                                | 2017年香港特別行政區選舉委員會 |
| 第一界別 | 第一界別                       | 第二界別                                                                                                | 第二界別                       | 第三界別 | 第三界別                       | 第四界別                                                                      | 第四界別                       |
| --- | ------------------------------ | --- | ------------------------------ | --- | ------------------------------ | ----------------------------------------------------------------------------- | ------------------------------ |
| 香港僱主聯合會 香港中國企業協會 飲食界 酒店界 保險界 航運交通界 地產及建造界 旅遊界 商界（第一） 商界（第二） 工業界（第一） 工業界（第二） 金融界 金融服務界 進出口界 紡織及製衣界 批發及零售界 | 16 17 18                       | 中醫界 醫學界 衛生服務界 工程界 教育界 高等教育界 法律界 會計界 資訊科技界 建築、測量、都市規劃及園境界 | 30                             | 漁農界 勞工界 社會福利界 宗教界 天主教香港教區 中華回教博愛社 香港基督教協進會 香港道教聯合會 孔教學院 香港佛教聯合會 體育、演藝、文化及出版界 體育小組 演藝小組 文化小組 出版小組 | 60 10 60 15                    | 鄉議局 全國人民代表大會 中國人民政治協商會議 港九各區議會 新界各區議會 立法會 | 26 36 51 57 60 70              |
| 小計： | 300                            | 小計：                                                                                                  | 300                            | 小計： | 300                            | 小計：                                                                        | 300                            |
| 總計：1200 |                                | |                                | |                                |                                                                               |                                |

## 候選人
| 候選人 | 候選人 | 候選人   | 出生日期              | 政治聯繫 （派系） | 最近擔任職位                                    | 選舉活動 | 選舉口號 | 接獲選委提名 |
| ------ | ------ | -------- | --------------------- | ----------------- | ----------------------------------------------- | -------- | --- | ------------ |
| 1      |        | 曾俊華   | 1951年4月21日（66歲） | 無黨籍 （建制派） | 財政司司長 （2007年－2017年）                   | 選舉活動 | 信任、團結、希望宣布參選：2017年1月19日 報名參選：2017年2月25日 獲確認候選資格：2017年2月27日 選舉網站：johntsang2017.hk               | 165 / 1,194  |
| 2      |        | 林鄭月娥 | 1957年5月13日（60歲） | 無黨籍 （建制派） | 政務司司長 （2012年－2017年）                   | 選舉活動 | 同行 WE CONNECT宣布參選：2017年1月16日 報名參選：2017年2月28日 獲確認候選資格：2017年2月28日 選舉網站：carrielam2017.hk                | 580 / 1,194  |
| 3      |        | 胡國興   | 1946年1月13日（72歲） | 無黨籍 （無派系） | 香港高等法院原訟法庭暫委法官 （2012年－2016年） | 選舉活動 | 心要正，路要正，香港重回正軌宣布參選：2016年10月27日 報名參選：2017年2月27日 獲確認候選資格：2017年2月27日 選舉網站：woo-kwok-hing.com | 180 / 1,194  |

### 提名分佈
| 第一界別                                       |
| ---------------------------------------------- |
|                                                |
| 林鄭月娥：223 曾俊華：9 胡國興：0 未有提名：67 |

| 第二界別                                          |
| ------------------------------------------------- |
|                                                   |
| 曾俊華：132 胡國興：115 林鄭月娥：34 未有提名：19 |

| 第三界別                                         |
| ------------------------------------------------ |
|                                                  |
| 林鄭月娥：140 胡國興：57 曾俊華：12 未有提名：91 |

| 第四界別                                        |
| ----------------------------------------------- |
|                                                 |
| 林鄭月娥：183 曾俊華：12 胡國興：8 未有提名：82 |

### 其他參選人
| 退選參選人 | 退選參選人 | 退選參選人 | 出生日期              | 政治聯繫 （派系）                   | 最近擔任職位                                  | 選舉活動 | 選舉口號                                                                     | 退選原因 |
| ---------- | ---------- | ---------- | --------------------- | ----------------------------------- | --------------------------------------------- | -------- | ---------------------------------------------------------------------------- | --- |
|            |            | 葉劉淑儀   | 1950年8月24日（66歲） | 新民黨 （建制派）                   | 立法會議員 （2008年至今）                     | 選舉活動 | 贏返香港宣布參選：2016年12月15日 宣布棄選：2017年3月1日 選舉網站：winback.hk | 未能獲得足夠選委提名（僅獲十多個選委提名，遠低於候選門檻150個提名）                                          |
|            |            | 梁國雄     | 1956年3月27日（60歲） | 社會民主連線 （民主派－激進民主派） | 立法會議員 （2004年－2010年、2010年－2017年） | 選舉活動 | 宣布參選：2017年2月8日 宣布棄選：2017年2月25日                               | 未能獲得自己設限的足夠公民提名（獲20,234人網上及街頭提名，少於自己設限所需的38,000人）及無法獲民主派選委支持 |

以下參選人皆公開表示參選，然而，截至提名期完結皆不獲任何選委支持。
- 胡世全，前民建聯成員。[13]
- 劉子穎，保安員。
- 梁思豪，「體雕大狀」，曾參與2016年香港立法會新界東地方選區補選。[14]
- 簡惠芬，保險從業員。
- 王耀萱，自稱「中共中央公安海外辦公廳主任」。[15]
- 余永賢，前香港貿易發展局助理總經濟師。[16]
- 紀文珊，曾參選2007年香港行政長官選舉，但最後並未取得任何提名。[17]
- 黃文康，自稱「發明家」。[18]
- 李琳琳，專業清潔技工。

## 提名期前後之事件

### 參選人陸續宣布參選

#### 胡國興率先參選

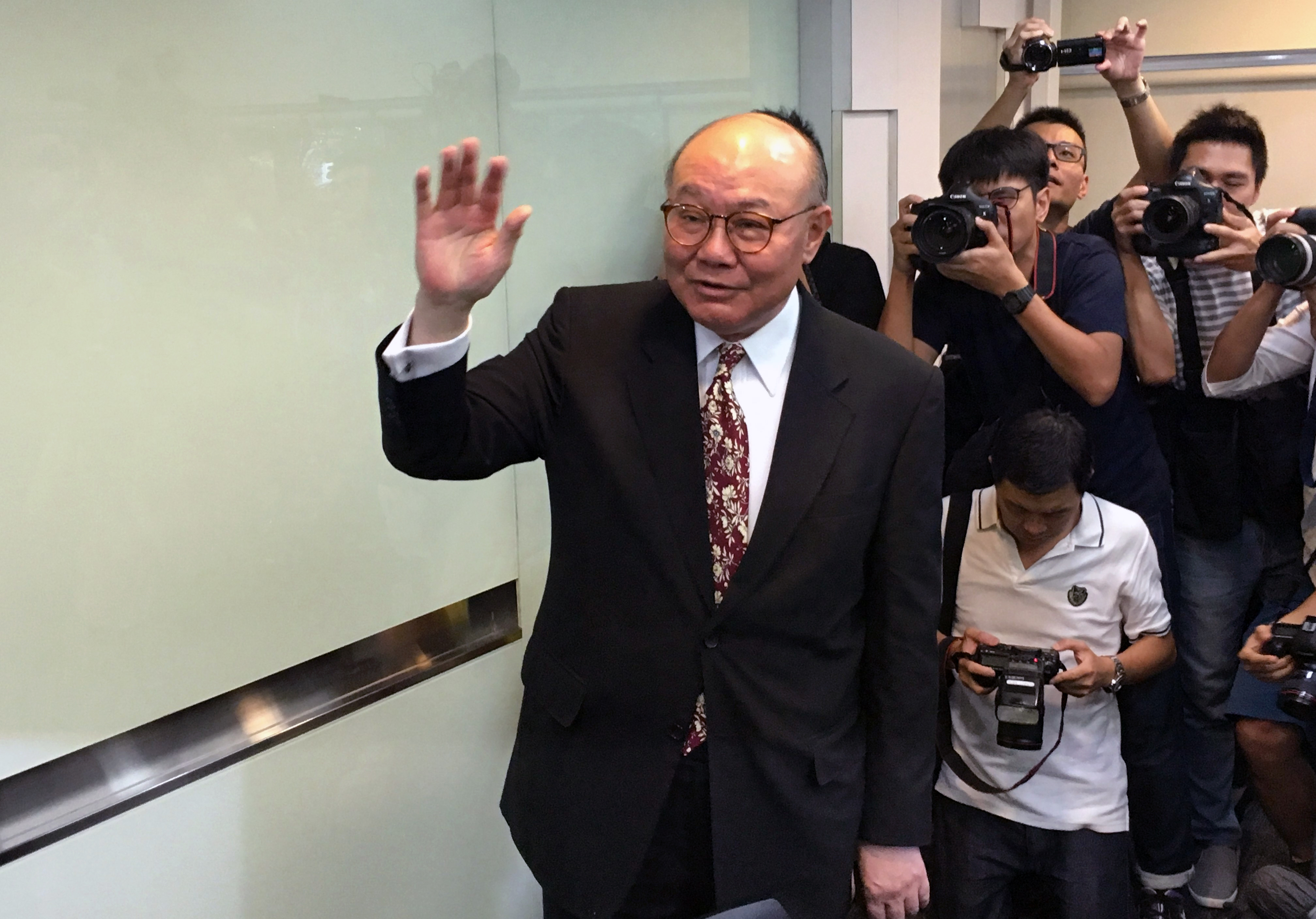
胡國興於2016年10月27日宣布參選行政長官選舉

退休法官胡國興在2016年10月27日宣布參與這次行政長官選舉，成為首個宣布參選的人。他以旗幟鮮明的反對梁振英立場參選，並批評他未能照顧港人利益。另外，他在首次記者會中亦表示需必須盡快重啟政改，但除此之外，並未談及其他政綱。
在此同時，當時為潛在候選人，曾在2012年參選行政長官、但後來因提名不足而放棄的新民黨主席葉劉淑儀，第二次表示自己有興趣參與這次行政長官選舉。她指出梁振英不應參選這次選舉，因為社會求變心極強，直指他應面對現實，並指「你係咁冇民意基礎嘅，你夾硬選到，都做唔落啦！」（你是沒有民意基礎的話，就算你強行選出，都當不了！）
此外，她還批評潛在候選人曾俊華（時任財政司司長）對其工作採取怠慢態度行事，並認為他是走本土派路線而增加自己的民望。她更批評公職人員辭職參選行政長官的做法，並建議他們「親自去北京與中央政府表達自己參選的意向」。

#### 梁振英不尋求連任，民主派選委比例破紀錄
民主派人士在2016年香港選舉委員會界別分組選舉中組成一鬆散的政治聯盟「民主300+」，意圖在選舉委員會中取得超過四分一的議席。然而，他們並沒有成為「造王者」（即以300票協助有機會當選的非民主派候選人成功登上行政長官一職）的意圖，並打算推舉泛民候選人參選這次選舉。
2016年12月9日，特首梁振英女兒梁齊昕在威爾斯親王醫院住院一個月，梁振英和梁唐青儀分別赴院探望女兒，但未有透露齊昕住院原因。同日下午，亦即選委選舉前兩日，梁振英突然召開記者會，宣布因要照顧家人，不會競逐下屆特首選舉，但未有詳談家庭有何問題。他表示已向其中央報告有關決定，中央並表示理解。
這令一直打著「ABC」（Anyone But CY，任何人，除了梁振英）旗號的選委陣腳大亂。他們一方面對他們一直憎恨的梁振英不參選感到高興，另一方面則擔憂這會失去最能凝聚選民的焦點，「ABC」等口號即時變得不適用，直接衝擊他們的部署。
結果，民主派在該選舉中，獲得破紀錄的327席，選情並無受影響。

#### 葉劉淑儀參選
2016年12月15日，葉劉淑儀正式宣布參加行政長官選舉。前一晚新民黨舉行特別大會，以舉手方式通過主席參選的決定。宣佈參選當日，她亦公布政綱，其中以831決定重啟政改，及為二十三條立法等引起爭議。
在記者會上，葉劉淑儀發表競選宣言，指香港面對全球經濟一體化、數碼科技革命，導致經濟放緩，新一代中產階層及年輕人的發展機會較前一代遜色。她又指，香港近年經歷政改方案遭否決、2014年的「雨傘革命」、立法會宣誓風波等，社會前所未有地撕裂、分化，行政及立法關係對立，中港關係不和諧，甚至出現分離思想、港獨思緒；香港已走到關鍵時刻，她自認為「要站出來，為香港做更多事，帶領香港邁向更好的未來」，因此決定參選。
葉劉淑儀邀得多位名人、政客出席該日的記者會為她站台，其中致辭的包括前布政司鍾逸傑爵士、香港醫學會前副會長史泰祖、新民黨副主席田北辰，其他出席人士包括前立法局議員林貝聿嘉、海洋公園董事局前主席盛智文等。

#### 林鄭月娥「轉軚」參選

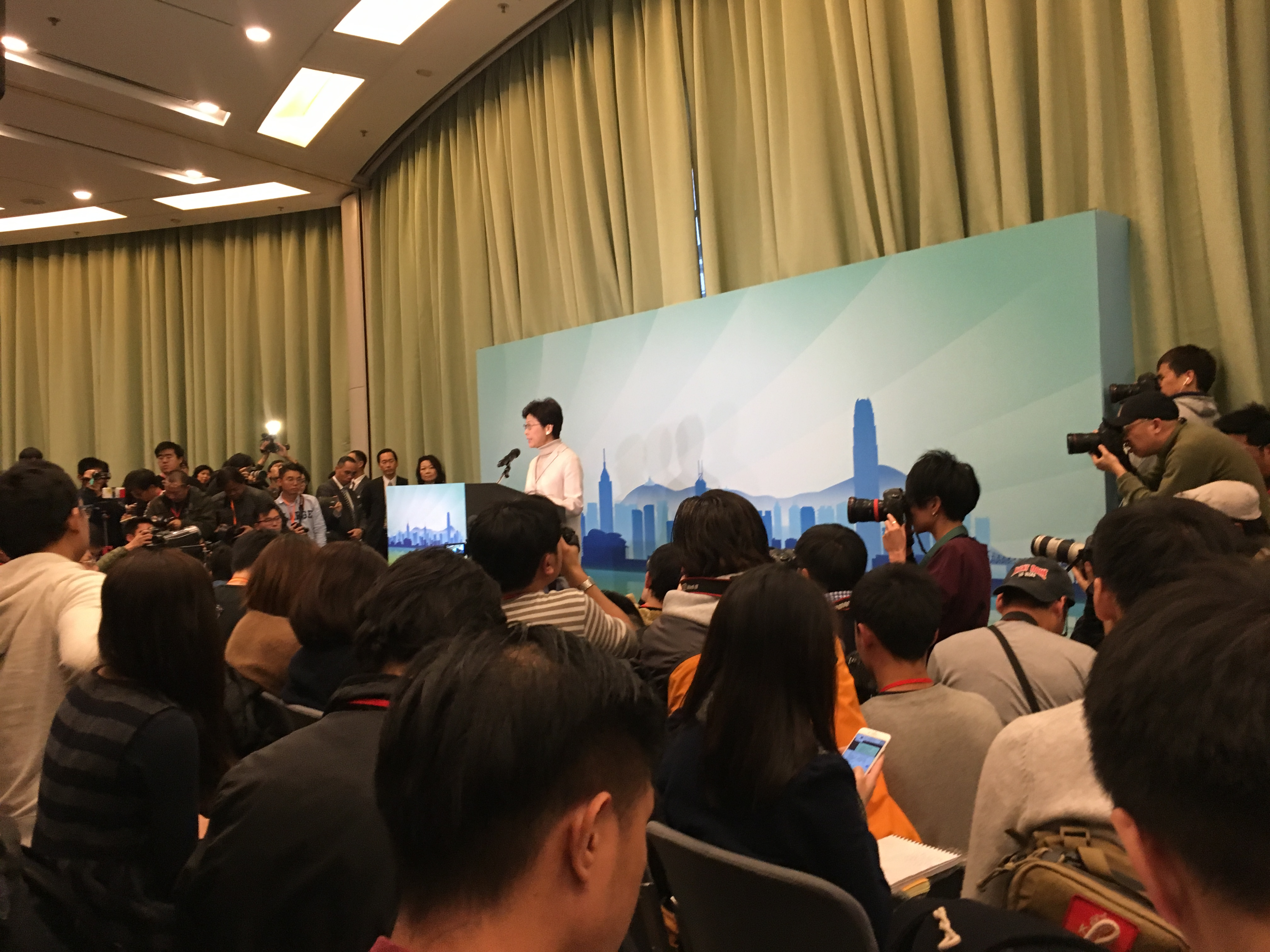
林鄭月娥於2017年1月16日宣布參選行政長官選舉

時任政務司司長林鄭月娥曾多次在公開場合表示自己無意參選行政長官。2016年12月9日，時任行政長官梁振英突然宣布不參選此次選舉，轟動全港。翌日早上，林鄭月娥回應稱「這變化非常巨大」，令她「不得不重新考慮」是否參選特首。此後，她便一直不時表達有望參選的意向。2017年1月初，政圈傳出林鄭月娥決定將計劃付諸實行，並決定參選。林鄭月娥在此期間，組成了自己的競選班底，包括夏佳理、行會成員陳智思、三十會召集人兼金融發展局成員李律仁、前廣播處副處長戴健文等。支持林鄭月娥參選的人士中，其中不少人是從支持曾俊華的陣營轉投支持林鄭月娥的陣營。
2017年1月12日，林鄭月娥正式宣布辭任政務司司長一職。在同日中午舉辦的午宴中，本身是天主教徒的林鄭月娥指是上帝叫她辭職參選，這句話引起不少網民非議，認為其言論誇張及瘋狂。亦有基督徒認為此舉是騎劫上帝之名，已經犯了十誡的第三條（不可妄稱耶和華的名字）和第九條（不可作假見證）。更有基督徒認為林鄭月娥迷戀權力和貪慕虛榮的行為，違反了十誡的第十條（不可貪心）。
2017年1月16日，在中华人民共和国国务院宣布接納其辭職之後3小時，林鄭月娥在行政會議成員陳智思陪同下，在灣仔會議展覽中心舉行記者會，正式宣布參選行政長官。她在記者會中並無公佈政綱，只是表達了自己對近期發生的事情的看法及對香港的願景。

#### 曾俊華參選

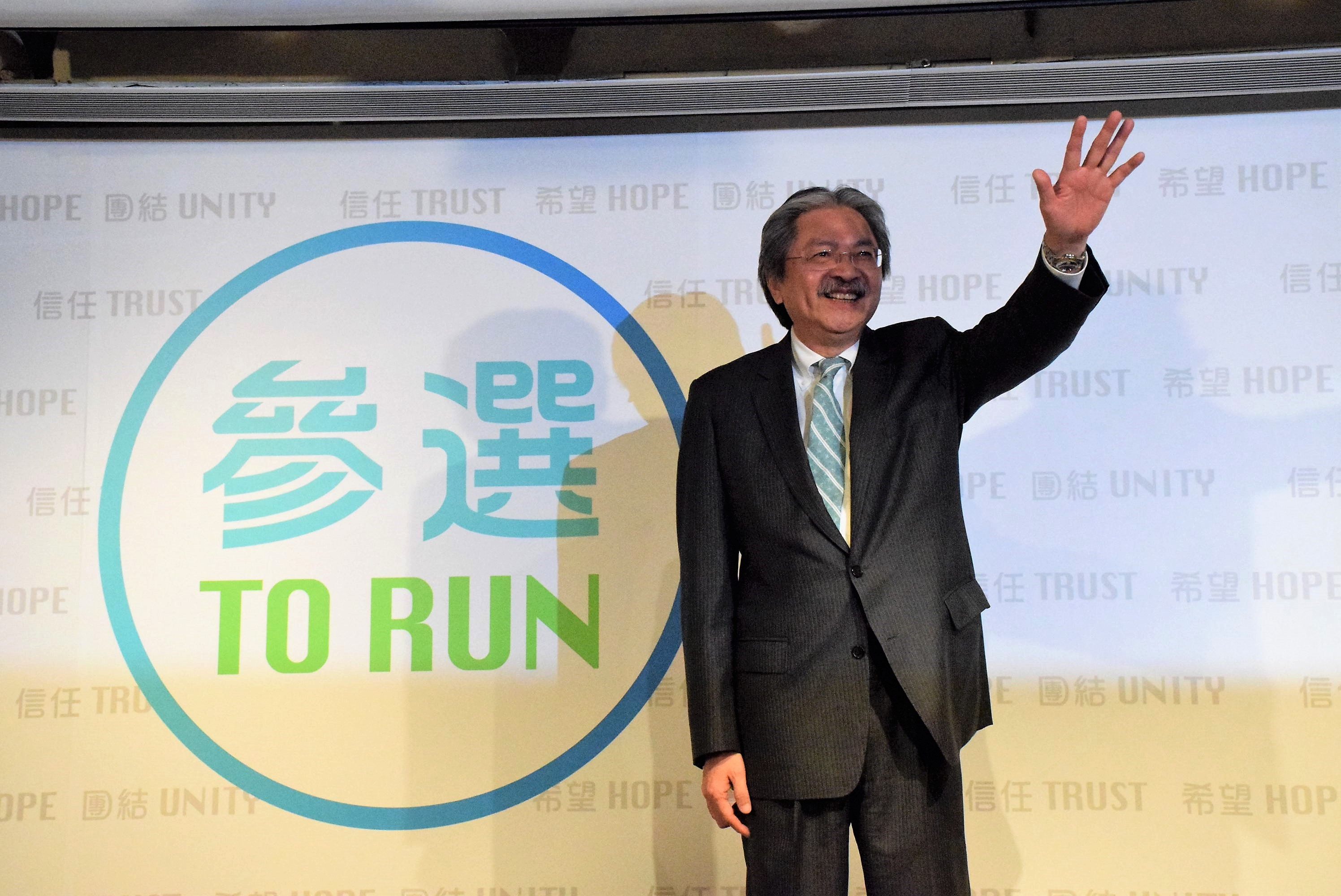
曾俊華於2017年1月19日宣布參選行政長官選舉

時任財政司司長曾俊華於2017年1月19日，在中華人民共和國國務院批准辭職後三日，正式宣佈參與是次行政長官選舉。他以「信任、團結、希望」作口號，冀望香港人建立信任、團結社會、重燃希望。

#### 梁國雄參選

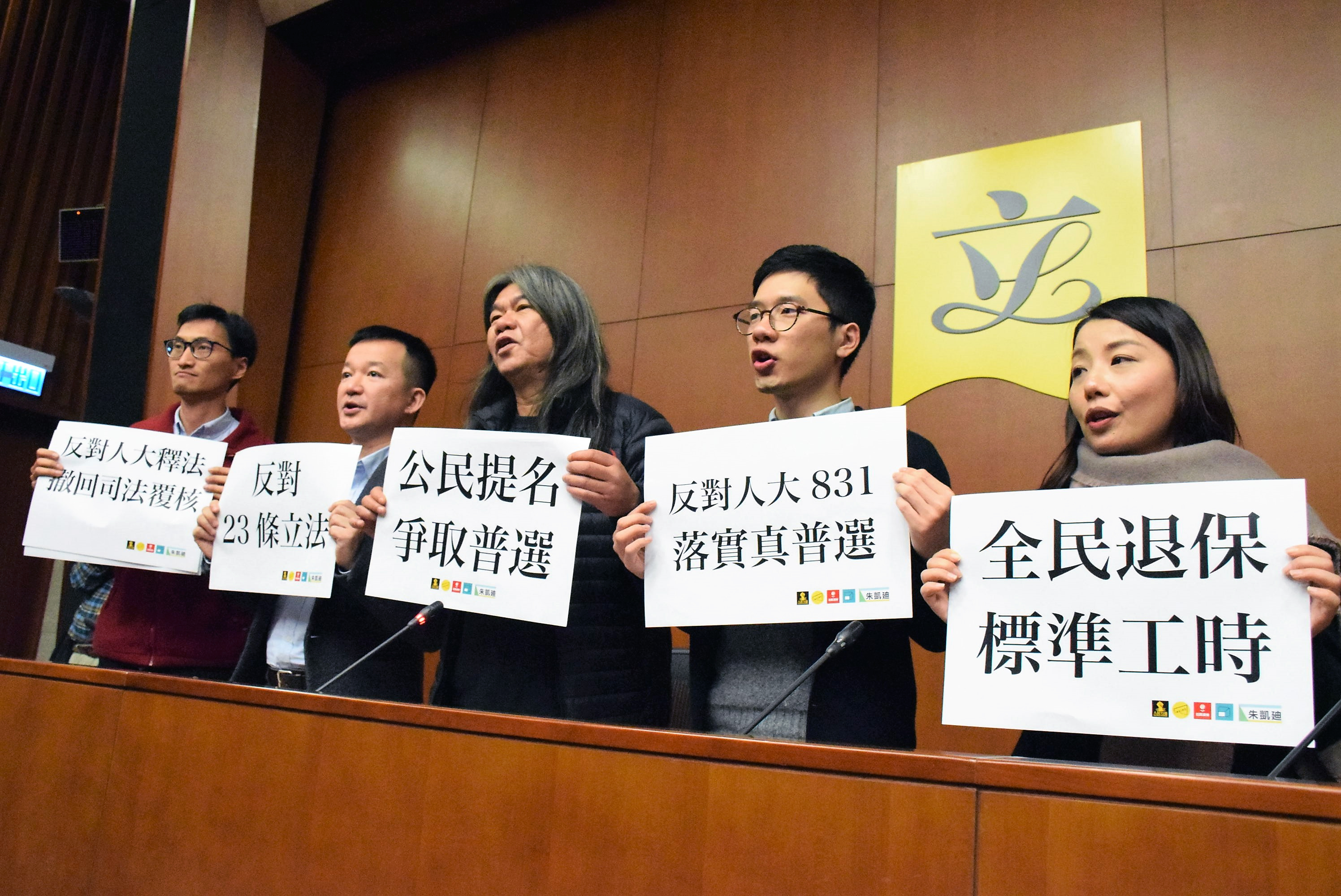
梁國雄於2017年2月8日舉行記者會宣布參選

2017年初，社民連香港立法會議員梁國雄一直表達他有參與這次行政長官選舉的意向，他表示不希望民主派將300多張選票投給建制派的候選人，亦希望自己能為民主派抗議小圈子選舉的不公，彰顯全面普選的力量。
2017年2月8日早上，梁國雄舉行記者會，宣布全力爭取公民提名出選特首。除了梁國雄外，三個自決派議員朱凱廸、劉小麗及香港眾志羅冠聰及激進民主派議員人民力量陳志全，也出席記者會支持他。記者會前一晚，社民連發出採訪通知，指梁國雄將於2月8日早上10時半宣布參與「2017特首民投」民間提名，以及參選行政長官選舉之決定。

### 社會各界之回應

#### 成報頭版抨擊梁振英及中聯辦
2016年8月30日，《成報》頭版以「煽風點火『港獨』鬧劇梁振英播『獨』」為題，批評梁振英公然煽動及力壓港獨，煽風點火，加上「中聯辦指揮棒下，極左團體及左派傳媒營造輿論，虛張聲勢」，結果誇大「港獨」的現象。文章除批評梁振英及中聯辦「播獨」，亦批評梁振英「人緣極差」、「親和力弱」、「器量小」及「視野狹窄」，任用的人屬「香港社會三四線下游之輩」，他們得到中聯辦握「中央令牌」從旁扶植，建立「梁振英與中聯辦建立的核心利益集團」，動輒出動中聯辦官員的「交流意見」及「溝通」，並以「溫馨提醒」促「管束言論」，令「建制陣營中理性溫和」噤聲，令政商界極度反感、積聚怨氣，香港人亦愈來愈反感，對「一國兩制」愈來愈無信心，愈來愈不滿中共政府。如梁振英連任，只會延續香港「噩夢」，令「一國兩制」走樣。文章最後倡中紀委徹查事件，徹查中聯辦職能與角色，「瓦解損害國家與香港利益集團」，令中國政府不會因「個別謀私心的人揹黑鑊」。
2016年8月31日，成報主席被深圳通緝。同日文匯報批評成報公器私用。
2016年9月1日，《成報》頭版再轟梁振英中聯辦，促停威嚇脅逼。《大公》指成報主席擁多張偽證。

#### 民間團體再次舉辦全民公投選出心儀候選人

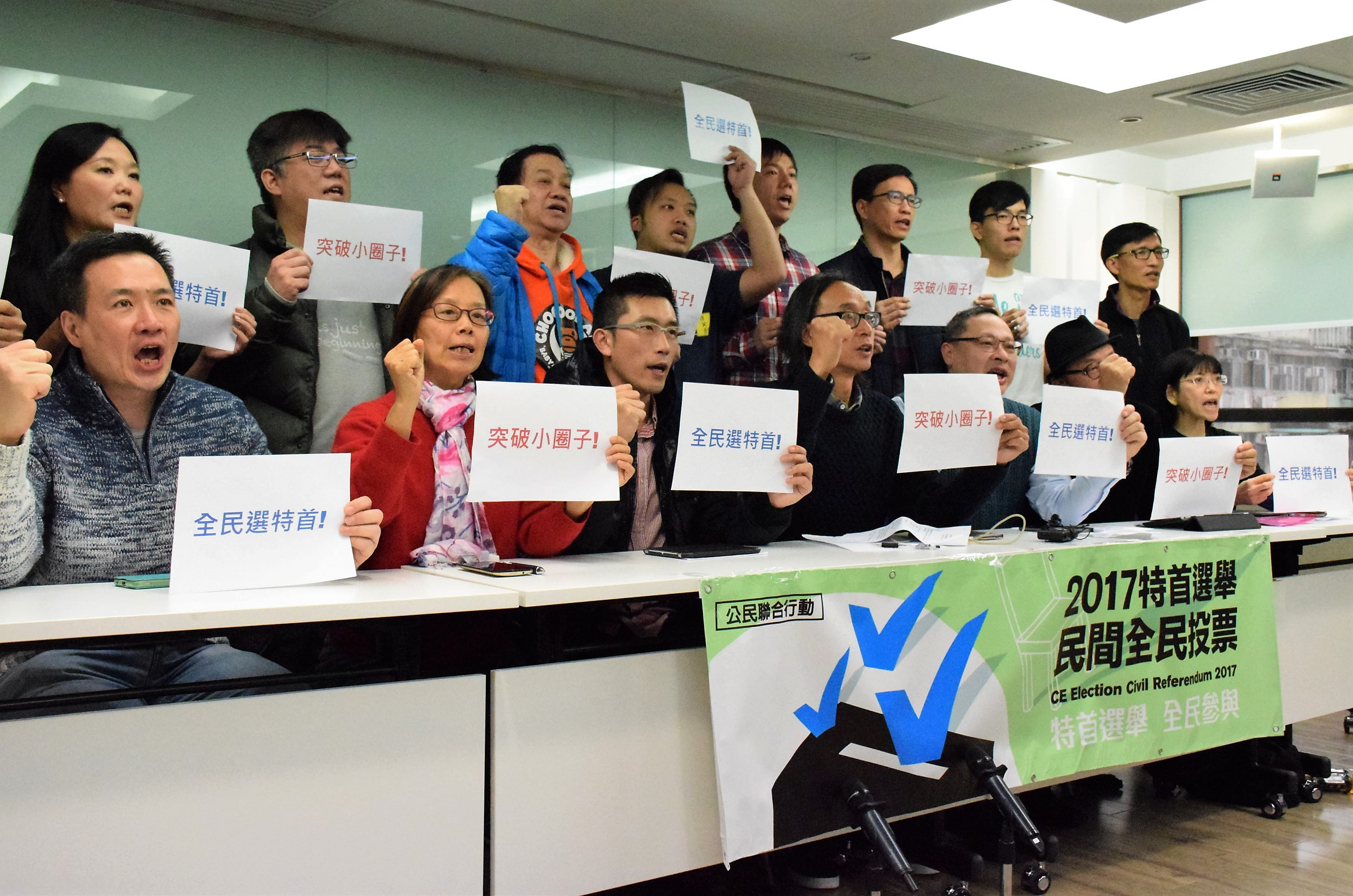
公民聯合行動舉行記者會闡述全民公投的詳細資訊

2012年行政長官選舉，香港大學民意研究計劃曾舉辦「3.23民間全民投票」，結合民意調查結果而立體展示對2012年香港特別行政區行政長官選舉的民意，而供市民和選委參考。
由多個香港民間團體組成的公民聯合行動，繼2016年9月舉辦的立法會選舉，推出雷動計劃後，委託港大民意研究計劃及香港理工大學社會政策研究中心，籌辦2017年特首選舉民間投票，希望透過港人發聲，凸顯特首小圈子選舉的荒謬，並為選委提供民情參考。主要負責人戴耀廷表示，他們並不會因公投結果而綑綁325名民主派選委的投票意向。
而這次公投的候選人資格則分為兩個：首先，任何人取得百分之一選民，即3萬7千多人提名，就可以成為民間投票特首候選人、其次，已宣布參選的人都會自動加入全民投票名單。這次公投的不同之處是會加入反對票，即負值選票，因此最後有可能出現無人當選的情況。他們擬定在2017年3月再會讓全民投票選出民間特首。此外，戴耀廷又指，是次計劃屬電子投票，並會在三區設置實體票站，預計花費150萬元，將透過眾籌集資。

#### 社運人士巫堃泰惡搞林鄭月娥被廉署調查
於2017年香港行政長官選舉期間，社運人士巫堃泰曾創立惡搞網站「carrielam2017.hk」，網頁內只顯示了一卷廁紙，諷刺林鄭月娥的「廁紙門」事件，結果被廉署邀協助調查。巫堃泰其後回應「我不希望本次事件是另一宗政治調查，令署方與打壓表達自由甚至白色恐怖扯上關係」。

### 中央政府之取態
這次選舉中出現多個關於中央政府對候選人的取態的報道。2016年12月，香港多次傳出中央對某些候選人開「紅燈」、「綠燈」、「不鼓勵參選」等說法，惟中央政府並無對這些指控作出回應。
2017年1月，蘋果日報報導中聯辦屬意林鄭月娥出任下屆特首，並曾十度勸退曾俊華參選，然而這個行動成效不高，於是中聯辦改向游說其班底及一眾選委轉投林鄭陣營。
同月17日，港區全國人大代表、新民黨香港立法會議員田北辰於港台節目中表示他聽聞有「無形之手」想「力谷」一位建制派候選人，更有人致電向他拉票，田北辰形容事態開始「走咗樣」。他解釋，該段時間的施壓排山倒海，令選舉變成力捧一位建制派候選人。他認為選舉變成篩選所有候選人的做法，失卻了選舉的原意。
2017年2月中，特首選舉進入提名期的階段，各參選人皆力爭提名票入閘參選。然而，全國政協副主席、團結香港基金主席董建華被指在基金會會議上稱，若曾俊華當選，中央不會任命，引起外界關注。
傳媒《香港01》引述消息人士指，董建華的原話乃是曾俊華「有可能」不獲任命，而且在追問下詳細解釋為何曾俊華獲中央信任程度不及對手林鄭月娥，其中一個原因是曾俊華未處理好預算案工作便辭職參選，沒有做好財政司長本份，相反林鄭完成手頭工作才辭職，顯得更有擔當。
2017年2月23日，在提名票上落後的參選人葉劉淑儀承認，雖無中央官員勸退她，但就有自稱與北京很熟的人接觸她，表示如想為香港服務，可安排人大政協一職。並且，傳媒《now新聞》亦引述消息人士指中聯辦為她定下死線，若她在2月27日若仍未夠150個提名，就要把手上的提名，過戶給林鄭月娥。而葉劉淑儀則回應指，有聽過相關傳聞，但沒有人直接向她下指令，亦沒有人可以向她下指令，她強調會爭取提名直至提名期結束。

#### 中共中央政治局表態
2017年2月，中共中央政治局常委、全國人大常委會委員長張德江和中共中央政治局委員、中共中央統戰部部長孫春蘭等中央港澳工作協調小組領導人，在深圳市與五大商會及多個建制派政黨負責人會面，傳達林鄭月娥為黨中央政治局「唯一」支持的下屆特首候選人。何柱國指中共派出最高層的領導人代表中央政治局傳話是要為總書記習近平支持另一位參選人曾俊華的傳言「闢謠」。

### 候選人的選舉工程

#### 胡國興公佈政綱
2016年12月14日，胡國興在樹仁大學舉辦記者會，正式公佈政綱。胡國興的在政綱一共有47頁，覆蓋政改、行政立法、房屋、醫療、交通等15個議題。
在政治方面，胡國興提出把目前選舉委員會選民逐步提升至全體選民，同時公平處理界別分組的代表性，合理及公平地處理各個界別。
在房屋方面，胡國興建議發展棕地，同時與鄉議局、丁權持分者商討丁屋長遠政策，研究把丁屋變成高樓層的發展；同時研究把居屋佔公營房屋的比例提升，提供更多折扣。他還建議劃出土地規定作為「港人首次置業」用途的住宅地，在地契上標明所建樓房只限沒擁有物業的港人用戶購買，不許出租。
在社會方面，胡國興建議將所有汽車隧道注入公營機構上市，回購西隧注入上市公司，藉隧道合收費合理化疏導合交通。而備受關注的全民退休保障議題上，他認為退保無需資產審查，申請長者每月可獲2500元退休金。有經濟需要的長者，可獲3500元退休金。

#### 曾俊華發起競選眾籌計劃
曾俊華於2017年2月3日在FringeBacker發起競選眾籌計劃，祈盼香港人與他「拍住上」，一同支持一份團結香港的精神，更一度因反應熱烈而令眾籌網站伺服器出現故障，8小時內已籌得過百萬，首三日已獲15000人捐款。截至2017年2月18日下午4時，該平台有24395名捐款者，捐款金額有$482萬。3月5日，籌款期結束，共籌得$514萬。

#### 林鄭月娥開設facebook專頁
林鄭月娥於2月6日推出facebook專頁「林鄭辦公室」，並率先上載一段林鄭學用facebook的短片，表示辦公室內年輕人特意教她facebook的簡單操作，笑言「原來唔係好難啫！（原來不是這麼難！）」。但是截至2月7日，她Facebook第一個貼文就惹來35,000個「嬲嬲」；而讚好的只有約3000個。

#### 林鄭月娥臨時取消到訪天水圍
3月18日，林鄭月娥以太累、太遠為由，臨時取消到訪天水圍活動。關注街市及墟市團體對林鄭月娥失約表示非常憤怒及遺憾，譴責她「誠信破產」。林鄭月娥其後出席活動時表示歉意。到3月22日才到訪天水圍進行閉門會面，團體將假機票道具交予林鄭月娥，要求她承諾不再「放飛機」。

#### 曾俊華發起造勢大會
曾俊華3月24日下午開始巡遊造勢，分別乘雙層巴士到海怡半島、太古、銅鑼灣及中環，傍晚到中環愛丁堡廣場舉行集會，吸引大批市民在附近，以及對出的天星碼頭停車場拍掌歡呼及圍觀，不時高叫「曾俊華加油」及「票投一號」等口號，部分市民手持薯片及「我要真普選」、「我要曾俊華」等標語，警方表示高峰期約有3500人到場。曾俊華發言時感謝市民支持，並認為今次集會可以為2014年佔領行動中的龍和道和干諾道賦予新意義。

## 各政黨立場

### 建制派
- 民建聯：提名及投票支持林鄭月娥。[59]
- 工聯會：不綑綁提名，榮譽會長鄭耀棠及理事長吳秋北以人大代表身份及五名勞工界選委提名了林鄭月娥[59]，但立法會議員黃國健與四名立法會議員均不提名林鄭月娥[60]，期後投票支持林鄭月娥[61]。
- 新民黨：原支持黨主席葉劉淑儀，葉劉淑儀棄選後，副主席田北辰表示較傾向支持曾俊華[62]，葉劉淑儀較傾向支持林鄭月娥[63]。
- 經民聯：提名及投票支持林鄭月娥。
- 自由黨：不綑綁提名，榮譽主席田北俊、黨魁鍾國斌及前主席周梁淑怡已提名及投票支持曾俊華，其他黨員則多提名林鄭月娥。

### 中間派
- 民主思路：未有明確取態，但主席湯家驊表示比較偏向支持林鄭月娥。
- 新思維：未有明確取態，但主席狄志遠表示比較偏向支持林鄭月娥。
- 專業動力：投票支持胡國興。

### 民主派
- 民主黨：提名及投票支持曾俊華。
- 公民黨：投票支持曾俊華[64]，但早前提名胡國興[65]。
- 工黨：提名胡國興[65]，黨內立法會議員張超雄表明不支持曾俊華[66]，其後表示會投白票[67]。
- 街工：沒有提名，但會投票給民望最高候選人。[68]黨內比較偏向支持胡國興。[69]
- 民協：未有明確取態，但表明不支持林鄭月娥。
- 新民主同盟：未有明確取態，但表明不支持林鄭月娥。
- 社民連：原支持黨前主席梁國雄，梁國雄棄選後，未曾發聲明表示較支持任何候選人。
- 人民力量、香港眾志：不支持任何候選人，曾支持梁國雄。

## 提名期
是次選舉之提名期會由2017年2月14日開始，至2017年3月1日結束。每個有意參選的人最少需獲得150名選委的支持才可獲得參選資格。

### 建制派選委意向
自由黨榮譽主席田北俊於2017年1月19日表示，會以個人身份提名曾俊華，成為首個公開表達投票意向的建制派選委。
2017年2月7日，全國人大常委會委員長張德江與中共中央統戰部部長孫春蘭南下深圳，會見本港五大商會及多個建制政黨，放話指中共中央政治局支持林鄭月娥。結果在提名期開始後，林鄭月娥亦毫無意外地獲得大量建制派團體支持她入閘，包括擁有過百票的民建聯、20票的經民聯，以及新界區議會53名選委、政協界別51名選委、鄉議局全數26名選委等表態支持，從而令林鄭月娥成為最快超過提名門檻的候選人。

### 民主派選委意向
擁有298名選委的民主派選委聯盟「民主300+」於2017年2月10日開會討論選舉部署。他們在會上討論出三個提名方案，分別為提名胡國興、曾俊華，或按民間公投結果提名。會上的主流意見傾向保送胡國興及曾俊華入閘。有選委更提出，在提名期開始的首一、兩日，便送胡國興入閘。
至於激進民主派立法會議員梁國雄宣布參選，會上亦有選委認為「有胡國興便不需要有梁國雄」。有選委指梁國雄不能代表民主派，難與當年參選的何俊仁和梁家傑比較。
2017年2月14日，參選人提名期正式開始，陸續有不少民主派的選委開始提名予曾俊華或胡國興兩人。他們雖然為「民主300+」的成員，但選委各有堅持，無法達成共識。多個界別的選委決定「兄弟爬山，各自努力」，改為在各自的界別或團體自行配票給曾、胡兩人。
最快將提名票交給候選人的多屬專業界別，如高等教育界、會計界等陸續表態。例如其中手握30票的「高教界民主行動」實行分批提名策略，首批5名選委於同月13日提名曾俊華後，於三日後（16日）舉行第二波提名行動，6名選委提名胡國興參選。此後，高教界餘下未提名的選委分成兩批，一批將於下周提名曾俊華，另一批則按兵不動，待月底審視提名形勢再行動。有成員估計，至提名期尾聲時，若胡、曾其中一人仍未能「入閘」，公眾自會向選委施壓，要求他們運用提名票，最後一批選委將成為「雷霆救兵」，將提名票交給未足夠提名票的候選人，令他們獲得參選資格。這如同於2016年香港立法會選舉期間，為候選人配票的「雷動計劃」。

### 候選人報名

#### 曾俊華遞交提名
2017年2月25日，曾俊華於上午10時15分到選舉事務處遞交160個提名，成為該屆首位報名參選的行政長官候選人。2月27日，曾俊華獲2017年行政長官選舉的選舉主任朱芬齡法官確認為正式候選人。3月1日，曾俊華再補交5個提名，最終有效提名為165個。

#### 胡國興遞交提名
2017年2月27日，胡國興於下午約4時15分到選舉事務處遞交180個提名，同日獲選舉主任朱芬齡法官確認為正式候選人，但社福界選委黃旭熙的提名被裁定無效。3月1日，胡國興補交該提名，最終有效提名為180個。

#### 林鄭月娥遞交提名
2017年2月28日，林鄭月娥於上午約10時50分到選舉事務處遞交579個提名，同日獲選舉主任朱芬齡法官確認為正式候選人，但其中7份提名被裁定無效。3月1日，林鄭月娥補交該7個提名，另有1個新增提名，最終有效提名為580個。

## 民間投票
投票包括對每一位候選人及現選舉制度選擇「支持、棄權、或反對」，最高支持淨值、且支持多於反對者勝，成為推薦候選人。3月12及19日，實體票站於香港大學、香港中文大學校園開放，香港理工大學票站因校方拒絕被取消，改為紅磡站理工天橋街站。戴耀廷質疑是否涉及政治考慮或打壓。理大回覆查詢表示，已按規定不借房間予外間團體，同時對發表不符事實陳述的人士或團體保留追究權利。
民間全民投票於19日晚上結束，共有65,106有效選票，最多人支持曾俊華成為下任特首。
| 特首候選人 | 支持  | 反對  | 棄權  | 支持淨值 |
| ---------- | ----- | ----- | ----- | -------- |
| 曾俊華     | 91.8% | 4.2%  | 4.0%  | +87.7%   |
| 林鄭月娥   | 1.5%  | 96.1% | 2.4%  | -94.5%   |
| 胡國興     | 27.1% | 39.4% | 33.5% | -12.3%   |

## 民意調查

### 提名期完結後
2017年
| 調查時期       | 調查來源                             | 樣本數目 | 曾俊華 | 林鄭月娥 | 胡國興 | 全部不選擇 | 不知道/ 棄權 | 領先 |
| -------------- | ------------------------------------ | -------- | ------ | -------- | ------ | ---------- | ------------ | ---- |
| 3月20日－24日@ | 香港01/港大                          | 1,273    | 55.6%  | 29.1%    | 9.2%   | 3.1%       | 2.9%         | 26.5 |
| 3月19日－23日@ | 香港01/港大                          | 1,188    | 56.2%  | 28.4%    | 9.4%   | 3.3%       | 2.6%         | 27.8 |
| 3月20日－22日  | 嶺南大學（页面存档备份，存于）       | 1,042    | 52.5%  | 25.1%    | 8.3%   | 6.4%       | 7.5%         | 27.4 |
| 3月18日－22日@ | 香港01/港大                          | 1,119    | 57.2%  | 27.5%    | 10.0%  | 3.0%       | 2.3%         | 29.7 |
| 3月17日－21日@ | 香港01/港大                          | 1,057    | 56.4%  | 29.6%    | 9.2%   | 2.9%       | 1.9%         | 26.8 |
| 3月16日－20日@ | 香港01/港大                          | 1,018    | 53.1%  | 31.6%    | 10.2%  | 3.4%       | 1.6%         | 21.5 |
| 3月15日－19日@ | 香港01/港大                          | 1,024    | 52.2%  | 33.1%    | 9.1%   | 4.1%       | 1.5%         | 19.1 |
| 3月14日－18日@ | 香港01/港大                          | 1,026    | 51.3%  | 34.4%    | 8.7%   | 4.1%       | 1.5%         | 16.9 |
| 3月13日－17日@ | 香港01/港大                          | 1,041    | 52.6%  | 34.0%    | 7.9%   | 4.1%       | 1.5%         | 18.6 |
| 3月14日－15日  | Now新聞/嶺大（页面存档备份，存于）   | 410      | 47.2%  | 32.5%    | 8.0%   | 3.0%       | 9.0%         | 14.7 |
| 3月12日－16日@ | 香港01/港大                          | 1,027    | 51.4%  | 33.5%    | 8.4%   | 4.6%       | 2.1%         | 17.9 |
| 3月11日－15日@ | 香港01/港大（页面存档备份，存于）    | 1,019    | 52.3%  | 33.7%    | 8.2%   | 4.9%       | 2.1%         | 18.6 |
| 3月10日－14日@ | 香港01/港大（页面存档备份，存于）    | 1,014    | 51.0%  | 33.3%    | 8.6%   | 5.9%       | 2.0%         | 17.7 |
| 3月9日－13日@  | 香港01/港大（页面存档备份，存于）    | 1,014    | 50.6%  | 32.2%    | 9.3%   | 5.6%       | 2.2%         | 18.4 |
| 3月8日－13日   | 南華早報/中大（页面存档备份，存于）  | 1,009    | 46.6%  | 29.5%    | 10.1%  | 13.8%      | 13.8%        | 17.1 |
| 3月8日－12日   | Now新聞/嶺大（页面存档备份，存于）   | 934      | 42.5%  | 30.0%    | 11.5%  | 7.1%       | 8.9%         | 12.5 |
| 3月8日－12日@  | 香港01/港大（页面存档备份，存于）    | 999      | 50.4%  | 31.2%    | 9.9%   | 5.6%       | 2.9%         | 19.2 |
| 3月7日－11日@  | 香港01/港大（页面存档备份，存于）    | 1,005    | 47.5%  | 33.6%    | 10.9%  | 5.3%       | 2.7%         | 13.9 |
| 3月6日－10日@  | 香港01/港大                          | 1,010    | 48.5%  | 33.8%    | 10.7%  | 4.2%       | 2.8%         | 14.7 |
| 3月5日－9日@   | 香港01/港大（页面存档备份，存于）    | 1,008    | 48.4%  | 33.6%    | 11.3%  | 3.3%       | 3.4%         | 14.8 |
| 3月4日－8日@   | 香港01/港大（页面存档备份，存于）    | 1,005    | 46.4%  | 34.9%    | 12.2%  | 3.2%       | 3.4%         | 11.5 |
| 3月3日－7日@   | 香港01/港大（页面存档备份，存于）    | 1,027    | 45.4%  | 34.6%    | 13.6%  | 3.2%       | 3.2%         | 10.8 |
| 3月2日－7日    | 信報/中大（页面存档备份，存于）      | 1,018    | 41.2%  | 34.3%    | 11.8%  | 6.9%       | 5.9%         | 6.9  |
| 3月2日－6日@   | 香港01/港大（页面存档备份，存于）    | 1,027    | 47.5%  | 33.0%    | 12.4%  | 2.6%       | 4.5%         | 14.5 |
| 3月1日－7日    | 未來@香港/嶺大（页面存档备份，存于） | 1,014    | 43.9%  | 27.6%    | 12.7%  | 8.6%       | 5.9%         | 16.3 |
| 3月1日－5日@   | 香港01/港大（页面存档备份，存于）    | 1,027    | 46.1%  | 33.7%    | 12.3%  | 3.5%       | 4.4%         | 12.4 |

### 提名期完結前
2017年
| 調查時期      | 調查來源                            | 樣本數目 | 曾俊華 | 林鄭月娥 | 胡國興 | 葉劉淑儀▼ | 梁國雄▼ | 曾鈺成# | 其他/棄權 | 不知道 | 領先 |
| ------------- | ----------------------------------- | -------- | ------ | -------- | ------ | --------- | ------- | ------- | --------- | ------ | ---- |
| 2月20日－24日 | 明報/港大（页面存档备份，存于）     | 1,007    | 39.2%  | 32.3%    | 11.9%  | 7.1%      | -       | -       | 5.2%      | 4.3%   | 6.9  |
| 2月14日－18日 | Now新聞/嶺大（页面存档备份，存于）  | 1,010    | 39.2%  | 29.4%    | 9.7%   | 5.9%      | 2.6%    | -       | 5.6%      | 7.5%   | 9.8  |
| 2月2日－8日   | 南華早報/中大（页面存档备份，存于） | >1,000   | 42.5%  | 28.2%    | 8.7%   | 5.6%      | -       | -       | 6.0%      | 9.0%   | 14.3 |
| 2月1日－4日   | Now新聞/嶺大（页面存档备份，存于）  | 1,023    | 41.7%  | 25.0%    | 8.7%   | 5.9%      | -       | -       | 8.4%      | 10.3%  | 16.7 |
| 1月19日－24日 | 明報/港大（页面存档备份，存于）     | 1,005    | 38.0%  | 35.3%    | 10.1%  | 7.3%      | -       | -       | 5.4%      | 3.9%   | 2.7  |
| 1月18日－24日 | 信報/中大（页面存档备份，存于）     | 1,036    | 33.5%  | 30.9%    | 8.1%   | 6.4%      | -       | 7.2%    | 5.6%      | 8.3%   | 2.6  |
| 1月12日－15日 | now新聞/嶺大（页面存档备份，存于）  | 1,103    | 31.3%  | 22.0%    | 12.0%  | 5.4%      | -       | 7.7%    | 10.9%     | 10.7%  | 9.3  |
| 1月4日－10日  | 南華早報/中大（页面存档备份，存于） | 1,024    | 27.6%  | 23.2%    | 12.6%  | 9.7%      | -       | 7.9%    | 8.7%      | 10.3%  | 4.4  |

2016年
| 調查時期          | 調查來源                           | 樣本數目 | 曾俊華 | 林鄭月娥 | 胡國興 | 葉劉淑儀▼ | 梁振英▼ | 曾鈺成# | 梁錦松# | 陳德霖▼ | 陳智思▼ | 馬時亨▼ | 余若薇▼ | 泛民候選人 | 其他/棄權 | 不知道 | 領先 |
| ----------------- | ---------------------------------- | -------- | ------ | -------- | ------ | --------- | ------- | ------- | ------- | ------- | ------- | ------- | ------- | ---------- | --------- | ------ | ---- |
| 12月16日－20日    | now新聞/嶺大（页面存档备份，存于） | 1,007    | 26.6%  | 20.2%    | 11.5%  | 10.7%     | -       | 8.0%    | -       | -       | -       | -       | -       | -          | 9.5%      | 13.5%  | 6.4  |
| 12月12日－16日    | 信報/中大                          | 1,032    | 32.6%  | 23.9%    | 11.4%  | 6.6%      | -       | 7.6%    | -       | -       | -       | -       | -       | -          | 8.6%      | 9.4%   | 8.7  |
| 12月5日－6日      | 香港01/港大（页面存档备份，存于）  | 516      | 30.0%  | 10.8%*   | 8.4%   | 6.1%      | 6.9%    | 13.9%   | 5.8%    | 0.5%    | -       | -       | -       | 4.5%       | 6.2%      | 6.9%   | 16.1 |
| 11月24－29日      | now新聞/嶺大（页面存档备份，存于） | 1,052    | 28.0%  | 8.3%*    | 9.8%   | 6.2%      | 9.7%    | 10.7%   | -       | -       | -       | -       | -       | -          | 12.7%     | 14.6%  | 17.3 |
| 10月28日－11月2日 | now新聞/嶺大（页面存档备份，存于） | 1,020    | 28.1%  | 8.3%*    | 12.2%  | 6.7%      | 7.9%    | 9.7%    | -       | -       | -       | -       | -       | -          | 12.5%     | 14.0%  | 15.9 |
| 10月16日－11月2日 | 信報/中大（页面存档备份，存于）    | 1,005    | 28.4%  | 10.3%    | 13.5%  | 8.4%      | 9.5%    | 11.4%   | -       | -       | -       | -       | -       | -          | 8.3%      | 10.2%  | 14.9 |
| 10月3日－5日      | 端傳媒/中大（页面存档备份，存于）  | 521      | 32.4%  | 11.6%    | -      | 5.1%      | 11.8%   | 14.1%   | 10.5%   | -       | -       | -       | -       | -          | 9.2%      | 14.5%  | 20.6 |
| 9月26日－27日     | 香港01/港大                        | 513      | 28.6%  | 12.3%    | -      | 3.8%      | 10.4%   | 7.1%    | 10.9%   | 0.6%    | -       | -       | -       | 7.5%       | 10.0%     | 9.0%   | 16.3 |
| 1月23日           | 香港01/港大（页面存档备份，存于）  | 519      | 20.4%  | 15.8%    | -      | 4.6%      | 5.2%    | 8.3%    | 8.5%    | 0.0%    | 1.2%    | 3.5%    | 10.6%   | -          | 13.3%     | 8.3%   | 4.6  |

### 單對單
2017年
| 調查時期      | 調查來源                           | 樣本數目 | 曾俊華 | 林鄭月娥 | 胡國興 | 領先 |
| ------------- | ---------------------------------- | -------- | ------ | -------- | ------ | ---- |
| 3月8日－12日  | Now新聞/嶺大（页面存档备份，存于） | 934      | 54.7%  | 33.5%    | -      | 21.2 |
| 2月14日－18日 | Now新聞/嶺大（页面存档备份，存于） | 1,010    | 53.6%  | 33.0%    | -      | 20.6 |
| 2月1日－4日   | Now新聞/嶺大（页面存档备份，存于） | 1,023    | 53.6%  | 31.2%    | -      | 21.4 |
| 1月18日－24日 | 信報/中大（页面存档备份，存于）    | 1,036    | 48.7%  | 39.9%    | -      | 11.5 |

備註：
- 底色  表示該人為所有人選中最為受歡迎的候選人。
- 「-」表示該民意調查並無提供該人士作為選擇之一。
- 「▼」宣布不參選的人士。
- 「*」該民調進行時該人士短暫宣布不參選。
- 「#」從未宣布參選的潛在候選人，但最後並無參與是次選舉。
- 「@」滾動民調。

### 網上民意
香港市民於是次行政長官選舉中並無提名權及投票權，但市民仍然熱切關注選舉形勢，於各大社交媒體亦有廣泛討論及辯論。多個團體包括眾新聞、香港01及慧科訊業均有為是次選舉進行網上民意監測研究，以追蹤及監測多個社交媒體及Facebook專頁的形式記錄及計算個別參/候選人的網上民情及其支持度。
結果均顯示候選人曾俊華的網上支持度一直較高，與民意調查的結果類近。

## 選舉論壇
| 2017年香港特別行政區行政長官選舉選舉論壇日程表                 | 2017年香港特別行政區行政長官選舉選舉論壇日程表 | 2017年香港特別行政區行政長官選舉選舉論壇日程表 | 2017年香港特別行政區行政長官選舉選舉論壇日程表                                                    | 2017年香港特別行政區行政長官選舉選舉論壇日程表 | 2017年香港特別行政區行政長官選舉選舉論壇日程表 | 2017年香港特別行政區行政長官選舉選舉論壇日程表 | 2017年香港特別行政區行政長官選舉選舉論壇日程表 | 2017年香港特別行政區行政長官選舉選舉論壇日程表                                            |
| 場次                                                           | 日期                                           | 時間                                           | 主辦單位                                                                                          | 主持人                                         | 參與候選人                                     | 參與候選人                                     | 參與候選人                                     | 網上重溫                                                                                  |
| 場次                                                           | 日期                                           | 時間                                           | 主辦單位                                                                                          | 主持人                                         | 曾俊華                                         | 林鄭月娥                                       | 胡國興                                         | 網上重溫                                                                                  |
| -------------------------------------------------------------- | ---------------------------------------------- | ---------------------------------------------- | ------------------------------------------------------------------------------------------------- | ---------------------------------------------- | ---------------------------------------------- | ---------------------------------------------- | ---------------------------------------------- | ----------------------------------------------------------------------------------------- |
| 1                                                              | 05-03-2017                                     | 19:30                                          | 民主思路                                                                                          | 湯家驊 謝志峰 趙永佳                           | 缺席                                           | 出席                                           | 出席                                           | 網上重溫（页面存档备份，存于）                                                            |
| 2                                                              | 06-03-2017                                     | 下午                                           | 香港保險業聯會                                                                                    | 伍榮發                                         | 缺席                                           | 出席                                           | 出席                                           |                                                                                           |
| 3                                                              | 08-03-2017                                     | 19:30                                          | IT Vision/莫乃光                                                                                  | 馮振超                                         | 出席                                           | 缺席                                           | 出席                                           | 網上重溫（页面存档备份，存于）                                                            |
| 4                                                              | 10-03-2017                                     | 10:00                                          | 香港記者協會                                                                                      | 區家麟 岑倚蘭                                  | 出席                                           | 出席                                           | 出席                                           | 網上重溫（页面存档备份，存于）                                                            |
| 5                                                              | 12-03-2017                                     | 14:00                                          | 香港教育專業人員協會                                                                              | 柳俊江                                         | 出席                                           | 出席                                           | 出席                                           | 網上重溫（页面存档备份，存于）                                                            |
| 6                                                              | 14-03-2017                                     | 20:00                                          | 七間電子傳媒 （包括Now新聞台、有線新聞、無綫電視新聞部、 鳳凰衞視、商業電台、新城電台及香港電台） | 有線新聞王春媚 無線新聞吳璟儁                  | 出席                                           | 出席                                           | 出席                                           | 港台電視（页面存档备份，存于） 無綫電視（页面存档备份，存于） ViuTV（页面存档备份，存于） |
| 7                                                              | 19-03-2017                                     | 19:00                                          | 兩大陣營選委                                                                                      | 謝志峰 李家文                                  | 出席                                           | 出席                                           | 出席                                           | 網上重溫（页面存档备份，存于）                                                            |
| 8                                                              | 22-03-2017                                     | 19:00                                          | 法律界界別分組                                                                                    | 何沛謙                                         | 出席                                           | 缺席                                           | 出席                                           |                                                                                           |
| 註： 出席 有參與該場論壇之候選人、 缺席 無參與該場論壇之候選人 |                                                |                                                |                                                                                                   |                                                |                                                |                                                |                                                |                                                                                           |

### 政黨
民 民主思路
民主思路於3月5日晚上7時30分至9時10分在培正小學舉行「特首候選人論壇2017」，接受主持由民主思路召集人兼論壇主持湯家驊、資深傳媒人謝志峰及香港中文大學社會學系教授趙永佳的質詢。論壇預留200個座位予選委，不會開放予公眾參與，但會於港台電視32、有線直播新聞台、Now直播台、雷霆881及香港01Facebook專頁直播。是這次選舉首場論壇，惟候選人曾俊華回覆指不能出席，其競選辦發言人表示，當時距離投票日尚餘不足四星期，不少團體邀約出席各式活動，惟因時間關係未能一一應約。

### 業界團體
香港保險業聯會
由香港保險業聯會發起的「2017年行政長官選舉保險界論壇」於3月6日舉行，由主席伍榮發主持。但候選人曾俊華未能出席。
IT Vision/莫乃光
IT Vision/莫乃光於3月8日晚上7時半至9時半於明愛服務中心（九龍聖德肋撒服務中心）舉辦「2017年特首選舉論壇」，由馮振超主持。但候選人林鄭月娥未有出席。
香港記者協會
由香港記者協會於3月10日上午10時至約中午12時20分在灣仔軒尼詩道15號溫莎公爵社會服務大廈大禮堂舉辦「2017行政長官候選人座談會」，由主席岑倚蘭及資深傳媒人區家麟主持，三名候選人均有出席，出場次序為胡國興、曾俊華、林鄭月娥。
 教協
教協於3月12日下午2時至4時在香港大學百周年校園鄭裕彤教學樓2樓模擬法庭舉辦「行政長官候選人競選論壇」，向教育界介紹其教育政綱，由柳俊江主持。論壇只供教協會員及獲邀人士參加。這次是三名候選人首場同台辯論的論壇。候選人輪流回答教協會員及獲邀人士的提問。林鄭月娥指出自己及其支持者演員蕭芳芳受網絡暴力，是「白色恐怖」的受害者。曾俊華反駁林鄭月娥，指出網上言論並非「白色恐怖」。
法律界
法律界於3月22日發起業界論壇。

### 電視辯論
由七間電子傳媒（包括Now新聞台、有線新聞、無綫電視新聞部、鳳凰衞視、商業電台、新城電台及香港電台）主辦及直播的行政長官選舉電視辯論，於3月14日晚上8時至10時在無綫電視將軍澳電視城舉行，並由無綫電視負責製作。

### 選委論壇
由選委發起的選委論壇於3月19日晚上7時正至9時半在亞洲國際博覽館舉行。

## 選舉結果
第五屆行政長官選舉於2017年3月26日於香港會議展覽中心舉行。結果：
| 編號 | 候選人           | 票數（百分比） |
| ---- | ---------------- | -------------- |
| 1    | 曾俊華           | 365（31.38%）  |
| 2    | 林鄭月娥（當選） | 777（66.81%）  |
| 3    | 胡國興           | 021（1.81%）   |

- 符合資格選委：1194人[99]（法例規定上限為1200票，100%）
- 總投票數：1186票（99.33%）[100][101]
- 未有投票選委：8人（0.67%）
- 總有效選票：1163票（97.40%）
- 白票：19票（1.59%）
- 廢票：4票[102]（0.34%）

## 選後

### 林鄭777票當選
在建制派全力支持下，最終林鄭月娥在首輪投票取得777票，超過法定要求的601票當選。擁有極強民意作後盾的曾俊華在泛民主派加持下，只有365票。至於胡國興則因絕大部分提名他的泛民主派選委轉投曾俊華，只得21票。於今次選舉中，選舉委員會首次在不根據大眾民意的情況下推選出行政長官，反映北京當局對香港正加強影響力。
網民均關心選舉結果，有人支持林鄭當選，笑指香港「中Jackpot」，亦有人表示香港將面對多五年黑暗日子。另外，由於「7」經常用以借代粗口字「柒」，網民對林鄭的「777」即有不少討論。有人認為林鄭選戰期間「柒事」太多，因此票數非常切合林鄭，並且是「很重要所以說三次」。另外，有網民則指「777」是代表神的數字，驚訝與當初林鄭稱「上帝叫我參選」相符，表達了「神的旨意」。

### 明報facebook專頁管理員直播大罵林鄭
選舉後，林鄭月娥發表勝選宣言。有網民發現在facebook直播的一眾留言中，發現「明報即時新聞」不止一次以粗口留言大罵林鄭，包括「林鄭柒娥柒少陣啦」及「柒頭皮」，相信是管理員一時忘記轉換帳戶而「出事」。網民表示理解管理員的心情，希望《明報》可以高抬貴手，又笑言要向「烈士」致敬。

### 驚現「屌」票
在處理問題選票過程中，出現了五張有爭議的選票，當中最特別的是一張以選票印章圖案堆砌出來的斗大「屌」字的選票，似乎對選舉過程不滿而宣洩情緒，引起台下一片嘩然並高呼「2號、2號」，繼而引起不少網民討論。

### 世界級擁抱
在宣布林鄭月娥勝出選舉後，其丈夫林兆波上台獻花及與她擁抱，但被發現兩人在擁抱時貌合神離，林鄭月娥更雙眼朝天。Facebook「上帝」專頁便把她與陳偉霆主演的內地劇《活色生香》一段慘情戲中的世界級演技相提並論，並呼召「霞姨」。

### 「黃絲」現身林鄭團隊
林鄭月娥在選舉後發表勝選宣言時，台上有多名年輕人為其站台，其後的慶功宴上，林鄭亦有與大批年輕支持者合照，但當中出現至少四名曾在學界及社運界活躍的年輕人，包括前學民思潮成員李俊霖，及三名曾分別在城大及教大競選學生會並曾參與佔領運動或打著本土旗號參選的大學生。
前學民思潮召集人黃之鋒得悉後在facebook發言表示「放棄原則的那張嘴面實在十分可怕。我常告戒自己千萬不要成為自己曾經討厭的人。」雲海則表示早知林鄭幕後團隊是幾個前學民思潮成員，令他覺得「政治令人喪失理性，權力令人極速腐化！」。

## 後續
2017年3月31日，國務院總理李克強簽署國務院令任命林鄭月娥為香港第五任行政長官，林鄭月娥于同年4月11日在北京中南海拜會李克強，并在其手上接過任命狀。林鄭月娥於2017年7月1日正式就任，成為香港第一位女性行政長官。

## 外部連結
- 第五屆行政長官選舉官方網站 （页面存档备份，存于）
- 第五屆行政長官選舉官方網站選舉結果 （页面存档备份，存于）
- 香港01－2017年香港特別行政區行政長官選舉專頁 （页面存档备份，存于）
- 香港網絡大典上的相关条目：2017年行政長官選舉